# Otto Küpferling
Otto Küpferling war ein deutscher Bahnradsportler.
1904 belegte Otto Küpferling bei den deutschen Bahnmeisterschaften den dritten Platz im Sprint der Amateure. Im Jahr darauf wurde er deutscher Sprint-Meister. 1906 startete er bei den Olympischen Zwischenspielen in Athen in vier Disziplinen, im Sprint, im Tandemrennen, in einem Zeitfahren über 333,33 Meter und in einem Rennen über 5000 Meter. Auf dem Tandem errang er gemeinsam mit Karl Arnold die Bronzemedaille.